# Marko Rog
Marko Rog (hr[mâːrko rôːɡ]; n. 19 iulie 1995) este un fotbalist croat care joacă pe postul de mijlocaș la Dinamo Zagreb, fiind împrumutat de la Cagliari, și pentru echipa națională a Croației.

## Cariera pe echipe
Rog și-a început cariera de fotbalist profesionist la NK Varaždin. În a treia ligă de fotbal croată, Rog a fost cel mai bun marcator al echipei Varaždin, marcând de 17 ori în 30 de meciuri de campionat, în timp ce echipa sa a terminat pe locul 7.
S-a transferat la echipa din Prima Ligă Croată, RNK Split, în vara anului 2014, pentru o sumă de transfer care nu a fost făcută publică. La 28 iulie 2014, Rog și-a făcut debutul pentru RNK Split împotriva lui Istra 1961. Primul și singurul său sezon cu Split a fost unul de succes, marcând nouă goluri în 44 de apariții.

### Dinamo Zagreb
În iunie 2015, Rog s-a alăturat echipei Dinamo Zagreb. El a semnat un contract de cinci ani cu clubul care a plătit în schimbul său 5 milioane de euro; o sumă record pentru campionatul croat. La 12 iulie 2015, la vârstă de 19 ani, a debutat în campionat pentru Dinamo Zagreb, înlocuindu-l pe Ante Ćorić în primul meci al sezonului împotriva lui Hajduk Split de acasă și a primit de asemenea un cartonaș galben în timpul meciului.

### Napoli
La 29 august 2016, Rog a semnat un contract pe cinci ani cu echipa Napoli din Serie A. El a marcat primul său gol pentru club în victoria cu 3-1 obținută în fața Atalantei pe 27 august 2017.

#### Sevilla (împrumut)
La 29 ianuarie 2019, Rog a fost împrumutat la echipa spaniolă de La Liga, Sevilla FC, până la 30 iunie 2019.

## Cariera la națională
La 12 noiembrie 2014, Rog și-a făcut debutul la națională împotriva Argentinei, intrând în minutul 84 în locul lui Duje Čop. El a făcut parte din echipa Croației la Campionatul European din 2016 din Franța. El a fost introdus în echipa de start al formației sale care juca ultimul meci din grupe și de la campionat, într-o victorie, scor 2-1 împotriva Spaniei, fiind singura lui apariție la turneu.
A făcut parte din lotul Croației în timpul calificărilor pentru Campionatul Mondial din 2018, fiind convocat constant și jucând cinci meciuri, intrând pe parcursul acestora din postura de rezervă. În luna mai a anului 2018 a fost numit în lotul lărgit al Croației pentru Campionatul Mondial din 2018 din Rusia, dar nu a fost inclus în lotul definitiv de 23 de jucători.

## Stilul de joc
Rog este considerat a fi un jucător de perspectivă. El joacă pe posturile de mijlocaș ofensiv și de extremă. Când joacă în centrul liniei de trei mijlocași, el reușește prin creativitatea și pasele exacte să construiască ocazii, fiind comparat la acest aspect cu Ivan Rakitic. Cu toate acestea, puterea și ritmul exploziv al lui Rog îl fac un jucător complet diferit. Rog este agresiv și are un echilibru foarte bun, fiind foarte greu de deposedat, acest lucru permițându-i să facă pressing sus și să câștige baloane în ofensivă. Napoli îl folosește pe Rog în acest fel.
Rog are libertatea și abilitatea de a coborî într-o poziție centrală, în care, prin agresivitatea sa, poate face deposedări și poate recupera mingea. De aceea i se acordă libertatea de a se duce în flanc, pentru a face spații pentru contra-atacurile echipei sale sau pentru a alerga spre poarta adversă.

## Statistici privind cariera
Până pe 14 martie 2019
| Club               | Sezon         | Campionat | Campionat | Cupă    | Cupă   | Europa  | Europa | Total   | Total  |
| Club               | Sezon         | Meciuri   | Goluri    | Meciuri | Goluri | Meciuri | Goluri | Meciuri | Goluri |
| ------------------ | ------------- | --------- | --------- | ------- | ------ | ------- | ------ | ------- | ------ |
| Varaždin           | 2013-2014     | 30        | 17        | 1       | 0      | -       | -      | 31      | 17     |
| RNK Split          | 2014-2015     | 30        | 7         | 7       | 1      | 7       | 1      | 44      | 9      |
| Dinamo Zagreb      | 2015-2016     | 34        | 3         | 4       | 1      | 12      | 2      | 50      | 6      |
| Dinamo Zagreb      | 2016-2017     | 6         | 2         | 0       | 0      | 6       | 3      | 12      | 5      |
| Dinamo Zagreb      | Total         | 40        | 5         | 4       | 1      | 18      | 5      | 62      | 11     |
| Napoli             | 2016-2017     | 15        | 0         | 2       | 0      | 2       | 0      | 19      | 0      |
| Napoli             | 2017-2018     | 28        | 1         | 2       | 0      | 7       | 0      | 37      | 1      |
| Napoli             | 2018-2019     | 9         | 1         | 0       | 0      | 2       | 0      | 11      | 1      |
| Napoli             | Total         | 52        | 2         | 4       | 0      | 11      | 0      | 67      | 2      |
| Sevilla (împrumut) | 2018-2019     | 2         | 0         | 0       | 0      | 3       | 0      | 5       | 0      |
| Total carieră      | Total carieră | 154       | 31        | 16      | 2      | 39      | 6      | 209     | 39     |

## Titluri
Dinamo Zagreb
- Prva HNL : 2015-16
- Cupa Croației : 2015-16